# K'asagh
K'asagh (armeniska: K’asagh) är ett vattendrag i Armenien. Det ligger i den centrala delen av landet, 22 kilometer söder om huvudstaden Jerevan.
Trakten runt K'asagh består i huvudsak av gräsmarker. Runt K'asagh är det ganska glesbefolkat, med 43 invånare per kvadratkilometer.